# Vejen til vælgerne
|  | Denne artikel er oprettet af botten PalnaBot ud fra en ekstern database. Den kan derfor have sproglige fejl eller mangler. Denne skabelon kan fjernes efter kontrol af indholdet. |

Vejen til vælgerne er en portrætfilm fra 1974 instrueret af Peter Klitgaard.

## Handling
Skuffelsen efter Danmarks indtrædelse i EF, de stadig højere skatter og en stigende mistillid til de etablerede politikere var nogle af de ting, som fik mange danske vælgere til at søge uden for de gamle partier i løbet af 1973. Advokat Mogens Glistrup og borgmester Erhard Jacobsen forsøgte på hver sin måde at kanalisere disse utilfredse vælgere i valgkampen op til den 4. december 1973. Filmen er et forsøg på at skildre disse to folketingskandidater - både som mennesker og som politikere. Filmens optagelser er dokumentariske, men de er sammensat på en måde, så de ikke overholder en tidsrækkefølge, men alligevel skulle give et billede af de skildrede personer.